# Открытое программное обеспечение
Открытое программное обеспечение (англ. open-source software) — программное обеспечение с открытым исходным кодом. Исходный код таких программ доступен для просмотра, изучения и изменения, что позволяет убедиться в отсутствии уязвимостей и неприемлемых для пользователя функций (к примеру, скрытого слежения за пользователем программы), принять участие в доработке само́й открытой программы, использовать код для создания новых программ и исправления в них ошибок — через заимствование исходного кода, если это позволяет совместимость лицензий, или через изучение использованных алгоритмов, структур данных, технологий, методик и интерфейсов (поскольку исходный код может существенно дополнять документацию, а при отсутствии таковой — сам служит своего рода документацией).

## Открытое и свободное программное обеспечение
Термин open source (с англ. — «программное обеспечение с открытыми исходными кодами») был использован в качестве определения в 1998 году Эриком Реймондом и Брюсом Перенсом, которые утверждали, что термин free software (свободное программное обеспечение) в английском языке неоднозначен и смущает многих предпринимателей.
Большинство программ с открытым исходным кодом является одновременно «свободными». Определение программного обеспечения с открытым кодом по Реймонду и определение свободного программного обеспечения не полностью совпадают друг с другом, но близки, и большинство лицензий соответствует обоим.
Различие между движениями открытого программного обеспечения и свободного программного обеспечения заключается в основном в приоритетах. Сторонники термина «open source» делают упор на эффективность открытых исходников как метода разработки, модернизации и сопровождения программ. Сторонники термина «free software» считают, что именно права человека на свободное распространение, модификацию и изучение используемых им программ являются главным достоинством свободного открытого ПО.
По мнению Ричарда Столлмана, разрекламированность «Open Source» несколько вредит свободному программному обеспечению, так как некоторые разработчики и пользователи программного обеспечения «с открытыми исходниками» совсем не против собственнического программного обеспечения, и люди останавливаются на Open Source, не доходя до понятий о свободе. Он отмечает, что некоторые враждебные к свободному программному обеспечению компании — например, Microsoft — используют только выражение «open source», при этом, вероятно, намеренно избегая выражения «free software».
По словам Брюса Перенса, программное обеспечение «с открытыми исходниками» всегда было лишь способом объяснить предпринимателям идею свободного ПО, и это ему удалось.
Несмотря на стремление авторов определения избавиться от неоднозначности слова free, выражением open source тоже очень часто обозначают сущности, противоречащие определению OSI или не имеющие к нему никакого отношения, но способные привести к путанице. Например, спецслужбы США используют его в значении «открытый источник» (см.: OSINT от англ. Open Source Intelligence), что упомянуто в объявлении на сайте Реймонда.
Существуют также программы, исходный код которых можно видеть, но которые не подходят под определения открытого или свободного ПО, например, UnRAR, распаковщик RAR-архивов. Его исходный код находится в открытом доступе, но лицензия запрещает использовать его для создания RAR-совместимых архиваторов. Другим популярным примером может быть программа шифрования TrueCrypt: её лицензия отнюдь не свободная, но исходный код при этом открыт, хотя менять его нельзя, можно лишь проверять работоспособность и «честность».

## Коммерциализация открытого программного  обеспечения
Открытое программное обеспечение может быть продано и использовано в коммерческих целях. Финансовые поступления от открытого программного обеспечения чаще всего поступают от различных видов платных услуг, таких как обучение или техническая поддержка, чем от самой продажи программного обеспечения.

## Определение Open Source Initiative
Термин Open Source не является торговой маркой организации Open Source Initiative. Однако для тех, кто хочет использовать логотип этой организации, существует требование, которое обязывает использовать термин Open Source только применительно к лицензиям, одобренным OSI.
Существует специальный комитет, решающий, может ли лицензия использовать торговую марку Open Source Initiative. Определение, которым он при этом руководствуется, приведено в The Open Source Definition.
Вынесенное OSI определение признаётся за руководство многими другими организациями — например, порталом SourceForge.net.
OSI накладывает на публичную лицензию десять требований, которые изначально были основаны на Debian Free Software Guidelines.

## Лицензии
Исходные коды открытых программ выпускаются либо как общественное достояние, либо на условиях «свободных» лицензий — как, например, GNU General Public License или BSD License. Свободная лицензия позволяет использовать исходный код программы для своих нужд с минимальными ограничениями, не противоречащими определению OpenSource.org. Таким ограничением может быть требование ссылаться на предыдущих создателей или требование сохранять свойство открытости при дальнейшем распространении той же самой или модифицированной открытой программы (лицензия Копилефт). В некоторых случаях (например, Apache или FreeBSD) эти ограничения очень малы, в других (например, GNU General Public License) достаточно распространять программное обеспечение вместе с исходным кодом и текстом лицензии, не изменяя её.
Однако решениями Правительства, российское открытое программное обеспечение в 2008 году внедрено во всех школах Российской Федерации и будет установлено сразу после покупки и установки оборудования во всех государственных и бюджетных организациях для обеспечения национальной безопасности в сфере ИТ.
Открытое программное обеспечение может свободно устанавливаться и использоваться во всех школах, офисах, вузах, на всех личных компьютерах и во всех государственных, бюджетных и коммерческих организациях и учреждениях России и в странах СНГ, согласно открытому лицензионному соглашению GNU (GPL).
По решению Правительства Российской Федерации в марте 2008 года все средние школы России получили базовые пакеты лицензионного собственнического программного обеспечения для обучения компьютерной грамотности, основам информатики и новым информационным технологиям с операционными системами Windows.
В трёх регионах России в 2008 году развёрнуты работы по внедрению и использованию в средних школах базовых пакетов программ для кабинетов информатики и вычислительной техники и начата подготовка учителей и преподавателей информатики технологии работы с открытым программным обеспечением в среде Windows и Linux. В ходе реализации проекта было объявлено о расширении географии проекта.
Согласно Доктрине информационной безопасности РФ, обучение компьютерной грамотности и информатике должно сопровождаться правовым ликбезом в обучении защите информации в ЭВМ, защите от компьютерных вирусов, порносайтов и обеспечению информационной безопасности в локальных и глобальных сетях ЭВМ на базе лицензионного и свободного открытого программного обеспечения.
В 2007 году выпущены первые учебники информатики для вузов и школ для обучения информатике в соответствии с государственными стандартами образования со свободным и проприетарным программным обеспечением в среде Windows и Linux.
Российские разработчики в основном помогают развитию англоязычных проектов или выпускают локализованные редакции международных проектов (например, OpenOffice Pro на базе OpenOffice.org). Крупных российских проектов с открытыми кодами немного (например, FAR Manager, Nginx, Solution, 7-Zip). Небольшие программы чаще бывают только бесплатными, без открытия исходных кодов (например, Aimp, Light Alloy).
Также существует незначительное количество российских репозиториев открытого программного обеспечения (репозиторий Сизиф).

## Качество
С 2006 года тестинговой компанией Coverity, которую приобрела компания Synopsys совместно с американским Министерством внутренней безопасности проводились исследования как в открытом, так и закрытом секторе разработки ПО, по результатам года они публиковали отчёт. По результатам 2011 года оказалось, что открытый исходный код не уступает по качеству проприетарному. Самыми качественными проектами были признаны Linux 2.6, PHP 5.3 и PostgreSQL 9.1, качество которых определялось по дефектной плотности (числу дефектов на тысячу строк кода), которая была равна 0.62, 0.20, и 0.21 соответственно.